# Jacksepticeye
Seán William McLoughlin (7 de fevereiro de 1990), mais conhecido por seu pseudónimo online Jacksepticeye (ou simplesmente Jack), é um produtor irlandês, comentarista de jogos e celebridade cibernética, conhecido, primariamente, pela série Let's Play de videogames e produção de vlogs no YouTube.
Desde dezembro de 2021, seu canal possui 14 bilhões de visualizações e conta com mais de 27,7 milhões de inscritos, tornando-o 135º canal com mais inscritos no mundo.

## Vida pessoal
McLoughlin nasceu no dia 7 de fevereiro de 1990, em Athlon, Irlanda. Em meados em 2007, ele graduou no ensino médio com um diploma em Tecnologia na música. Em 2010, ele decidiu abandonar o curso que havia escolhido após estudar por dois anos. Em seguida, optou por cursar Letras-Inglês, onde obteve graduação em 2014, no mesmo ano em que seu canal alcançou 1 milhão de inscritos.

## Carreira
Antes de iniciar sua carreira no YouTube, McLoughlin era baterista de uma banda conhecida como Raised To The Ground. Ele mencionou esse fato algumas vezes em seus vídeos, bem como em publicações no Twitter e Facebook.[carece de fontes?] Em maio de 2017, McLoughlin postou em sua conta no Instagram o encarte do disco que sua banda lançou enquanto ainda estavam na faculdade.[carece de fontes?]
McLoughlin começou a trabalhar em seu canal em meados de 2012, utilizando seu atual pseudônimo 'jacksepticeye', onde ele postava gameplays. Em 2013, o YouTuber PewDiePie citou seu canal em um de seus vídeos, o que fez com que o canal de McLoughlin ganhasse muita atenção.[carece de fontes?] Apesar de ter postado seu primeiro vídeo em 12 de novembro de 2012, ele está inscrito no YouTube desde 24 de fevereiro de 2007.[carece de fontes?]
Ele foi apresentador do evento South by Southwest em março de 2016.[carece de fontes?] Atualmente, reside em Brighton, desde maio de 2017.

## Estilo
McLoughlin começa todos os seus vídeos dizendo "Top of the mornin' to ya laddies! My name is Jacksepticeye!" ("A melhor das manhãs procês! Meu nome é Jackespticeye!", em tradução livre) em um tom alto e animado, que é uma das razões por ele ser conhecido como um dos youtubers mais energéticos atualmente.
Ele também criou um símbolo para seu canal, apelidado de "Septic-Eye-Sam". Está presente no avatar de seu canal, bem como na maioria, se não todas, das merchandise criadas em sua homenagem, dentre elas inclui-se uma versão de pelúcia de "Sam". Possui a mesma cor que o antigo cabelo de McLoughlin, que é tingido em verde-limão. Ele pintou na mesma ocasião que seu colega, o youtuber Markiplier, onde ambos apostaram, em suas respectivas livestreams, que se atingissem a meta de doações estipulada, iriam pintar o cabelo.[carece de fontes?]